# Vilhelm V av Holland
Vilhelm V av Holland, född 1330, död 1388, var regerande greve av Holland 1356–1388.